# 海西德令哈机场
海西德令哈机场是一个中国机场，位于青海省海西蒙古族藏族自治州首府德令哈市西南，与市区中心直线距离29公里。德令哈机场是青海省继西宁、格尔木、玉树之后第四个可供民航飞机起降的支线机场。
德令哈机场2011年5月27日开工建设，项目总投资6.3亿元，飞行区设计等级为4C，跑道长3000米，航站区按满足2020年旅客吞吐量16万人次目标设计，航站楼面积4400平方米，停机位4个。
2014年1月25日德令哈机场通过校飞，3月5日完成试飞并顺利通过行业验收。
2014年6月16日，德令哈机场正式竣工通航。

## 航空公司与航点
2025夏秋航季
| 航空公司           | 目的地     |
| ------------------ | ---------- |
| 中國東方航空（MU） | 西宁、茫崖 |
| 长龙航空（GJ）     | 西宁、杭州 |